# 第3偵察戦闘大隊
第3偵察戦闘大隊（だいさんていさつせんとうだいたい、JGSDF 3rd Reconnaissance Combat Battalion）は、陸上自衛隊今津駐屯地（滋賀県高島市）に駐屯する第3師団隷下の機甲科（偵察戦闘）部隊である。

## 概要
大隊長は2等陸佐が充てられ、今津駐屯地司令を兼務している。第3師団の情報収集専任部隊として第3師団の行動に必要な情報を偵察警戒車、軽装甲機動車や偵察用オートバイなどの車両や各種偵察用器材を使用して情報収集する任務にあたる偵察中隊と機動戦闘車等を装備し戦闘任務にあたる戦闘中隊からなる。
滋賀県高島市の今津駐屯地に駐屯していた第3戦車大隊と兵庫県伊丹市の千僧駐屯地に駐屯していた第3偵察隊を基幹として、2023年（令和5年）3月に今津駐屯地に新編された。

## 沿革
- 2023年（令和05年）3月16日：第3戦車大隊（今津駐屯地）および第3偵察隊（千僧駐屯地）を廃止[3]・統合し、第3偵察戦闘大隊が今津駐屯地において編成完結[1]。

## 部隊編成
- 第3偵察戦闘大隊本部
- 本部管理中隊「3偵戦-本」：16式機動戦闘車、82式指揮通信車、1トン半救急車
- 偵察中隊「3偵戦-偵」：87式偵察警戒車、軽装甲機動車、偵察用オートバイ、地上レーダ装置1号(改) JTPS-P23
- 戦闘中隊「3偵戦-戦」：16式機動戦闘車、96式装輪装甲車、軽装甲機動車、偵察用オートバイ

## 歴代の大隊長
| 代 | 氏名               | 在職期間                        | 前職                            | 後職                                      |
| -- | ------------------ | ------------------------------- | ------------------------------- | ----------------------------------------- |
| 01 | 足立賢一 (1等陸佐) | 2023年03月16日 - 2023年11月30日 | 第3戦車大隊長 兼 今津駐屯地司令 | 陸上幕僚監部人事教育部厚生課 家族支援班長 |
| 02 | 阪井邦丸           | 2023年12月01日 -                | 陸上自衛隊教育訓練研究本部付    |                                           |

## 主要装備
- 16式機動戦闘車
- 87式偵察警戒車
- 96式装輪装甲車
- 82式指揮通信車
- 軽装甲機動車
- 地上レーダ装置1号(改) JTPS-P23
- 偵察用オートバイ
- 1/2tトラック / 73式小型トラック
- 1 1/2tトラック / 73式中型トラック
- 3 1/2tトラック / 73式大型トラック
- 1トン半救急車
- スカイレンジャー（UAV）
- 89式5.56mm小銃
- M6C-210（60mm迫撃砲）

## 警備隊区
滋賀県全域。

## ギャラリー

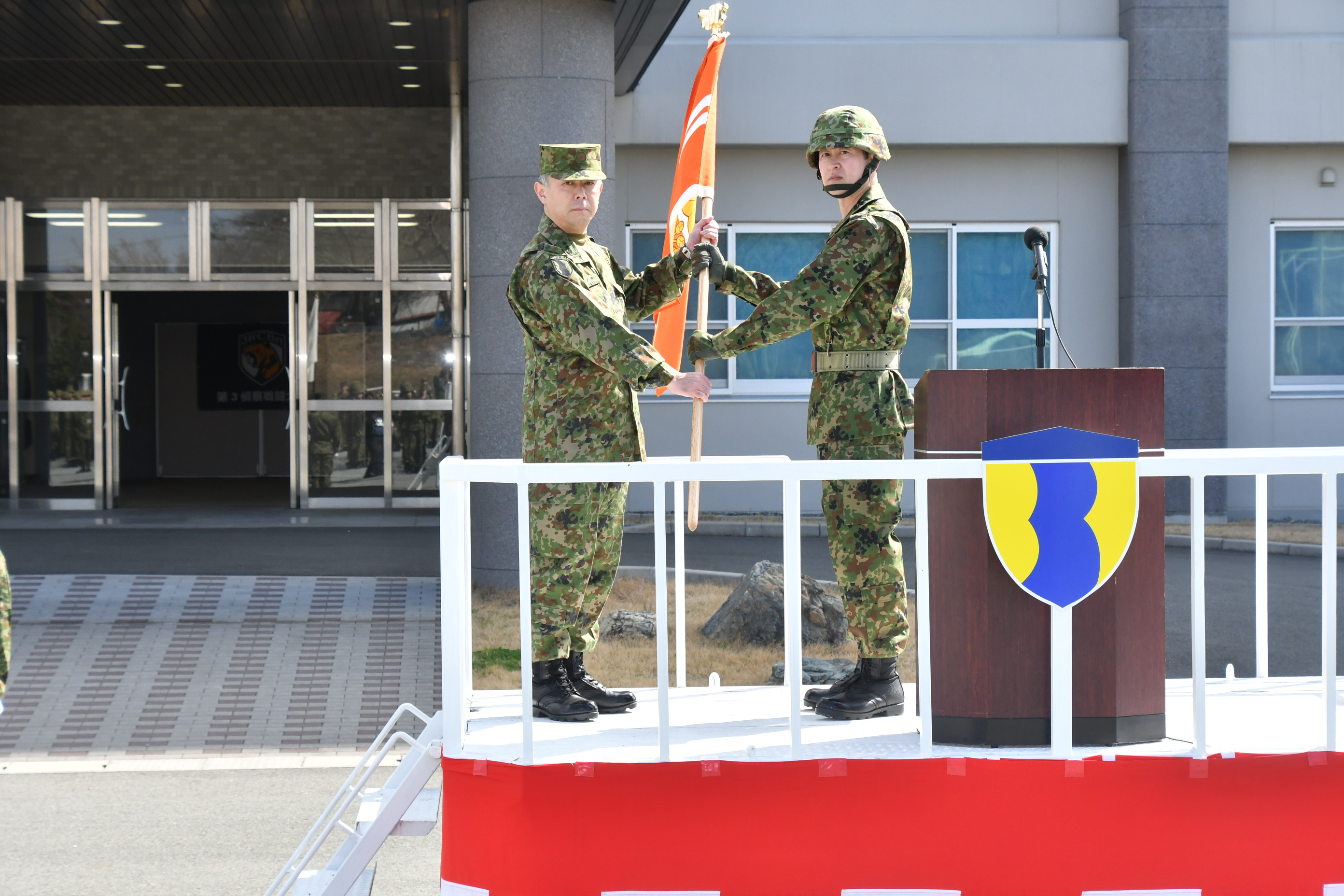
第3師団長から隊旗を授与される第3偵察戦闘大隊長
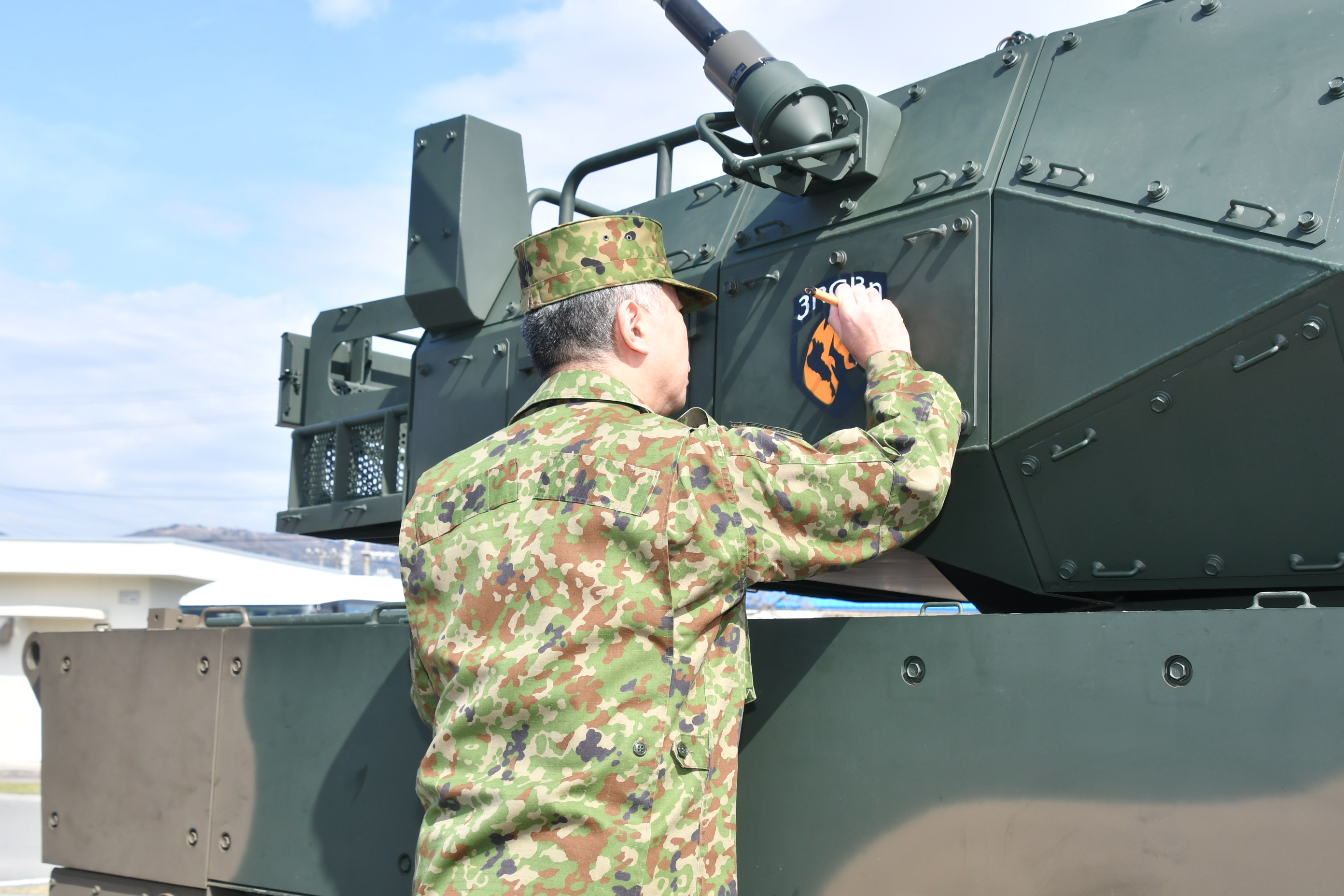
16式機動戦闘車に描かれた部隊シンボルに入魂
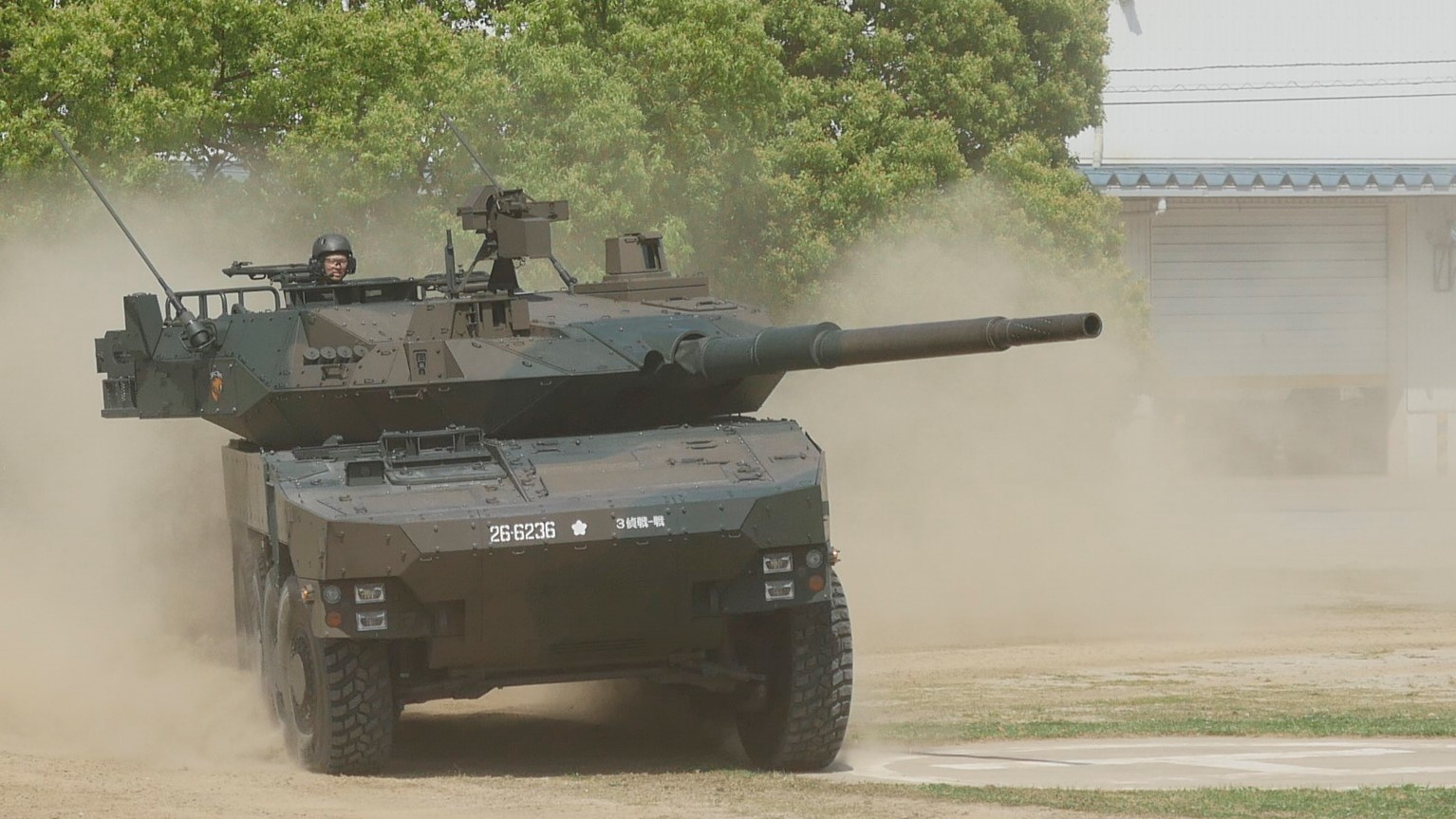
第3偵察戦闘大隊所属の16式機動戦闘車